# Jacław
Jacław – imię męskie o budowie neologizmu, być może utworzone poprzez połączenie imienia Jacek z typową dla imion słowiańskich końcówką -sław.
Jacław imieniny obchodzi 5 sierpnia.